# 鹤鸣九皋
鶴鳴九皋，古琴曲。被收录在《神奇秘譜》等多部琴譜中。其典故出於《詩經‧小雅‧鶴鳴》，原文為「鶴鳴於九皋，聲聞於野」及「鶴鳴於九皋，聲聞於天」。今有吳文光、姚丙炎、姚公白等人打譜演奏的版本。

## 版本
收錄於《神奇秘譜》、《謝琳太古遺音》、《黃士達太古遺音》、《風宣玄品》、《琴譜正傳》、《西麓堂琴統》、《杏莊太音補遺》、《琴書大全》等譜。

## 《神奇秘譜》本

### 題解
臞仙曰：「是曲者，古曲也。《小雅‧鶴鳴》篇曰：『鶴鳴九皋，聲聞於野。』又曰：『聲聞於天。』朱子釋云：『澤曲曰皋，數至於九，喻其深且遠也。鶴為仙靈之禽，其鳴高亮，聞八九里。此曲之義，蓋以鶴鳴喻琴聲焉。予嘗畜二鶴於琴院竹林之間，或影而對舞，或雙飛而交鳴，必有時焉，其舞也感靈風則舞以振其羽，仰見霄漢，如有神物則鳴。非時則不鳴，非時則不舞，故知其鶴之靈，而有是操。』」

### 分段
全曲共分十段，各段有小標題：志在九霄、翱翔天漢、控翮朝天、聲聞於天、翻飛見頂、旋舞交鳴（鶴舞）、聲唳太空、出雲弄影、旋轉九霄、青天白鶴。

## 演奏版本
- 《神奇秘譜》，吳文光打譜並演奏。[3][4]
- 《神奇秘譜》，姚丙炎打譜並演奏。[5][6]
- 《神奇秘譜》，姚公白打譜並演奏，首次發表於1985年第三次全國古琴打譜學術經驗交流會。[7][8]該打譜手稿現由中國國家圖書館收藏。[9][10]